# Holy Land
Holy Land es el segundo álbum del grupo brasileño Angra, editado en 1996.
Se trata de un álbum conceptual acerca de la historia del Brasil.

## Detalles
El concepto trata sobre cuando Brasil fue descubierto, en 1500, ilustrado en la carátula por un viejo mapa. 
El álbum contiene muchas influencias de música indígena y folclórica brasileña, pero tiene también arreglos clásicos simbolizando Europa en ese tiempo. 
Lanzado al mercado en 1996, contiene 10 pistas que componen un disco conceptual que pasa por una gran variedad de estilos musicales.

## Lista de canciones
| Holy Land (Angra) |                                    |                                 |                                                                                   |          |  |
| N.º               | Título                             | Letras                          | Música                                                                            | Duración |  |
| 1.                | «Crossing»                         |                                 | Giovanni Pierluigi da Palestrina                                                  | 01:56    |  |
| 2.                | «Nothing to Say»                   | Andre Matos                     | Andre Matos, Kiko Loureiro, Ricardo Confessori                                    |          |  |
| 3.                | «Silence and Distance»             | Andre Matos                     | Andre Matos                                                                       | 05:35    |  |
| 4.                | «Carolina IV»                      | Rafael Bittencourt, Andre Matos | Rafael Bittencourt, Andre Matos, Kiko Loureiro, Ricardo Confessori, Luís Mariutti | 10:36    |  |
| 5.                | «Holy Land»                        | Andre Matos                     | Andre Matos                                                                       | 06:26    |  |
| 6.                | «The Shaman»                       | Andre Matos                     | Andre Matos                                                                       | 05:24    |  |
| 7.                | «Make Believe»                     | Rafael Bittencourt              | Rafael Bittencourt, Andre Matos                                                   | 05:53    |  |
| 8.                | «Z.I.T.O»                          | Rafael Bittencourt              | Rafael Bittencourt, Andre Matos, Kiko Loureiro                                    | 06:04    |  |
| 9.                | «Deep Blue»                        | Andre Matos                     | Andre Matos                                                                       | 05:49    |  |
| 10.               | «Lullaby for Lucifer»              | Rafael Bittencourt              | Rafael Bittencourt, Kiko Loureiro                                                 | 02:40    |  |
| 11.               | «Queen of the Night» (bonus track) |                                 |                                                                                   | 04:37    |  |
| 56:48             |                                    |                                 |                                                                                   |          |  |

## Formación
- Andre Matos - Voces, piano, teclados, órgano
- Kiko Loureiro - Guitarra
- Rafael Bittencourt - Guitarra
- Luís Mariutti - Bajo
- Ricardo Confessori - Batería